# Courbet (rivière)
Pour les articles homonymes, voir Courbet.
Le Courbet est une  rivière du sud de la France affluent de l'Aussonnelle donc un sous-affluent de la Garonne.

## Géographie
De 10,1 km de longueur, le Courbet prend sa source dans la commune de Léguevin, dans le département de la Haute-Garonne, et conflue dans l'Aussonnelle sur la commune de Pibrac à la frontière de Colomiers.

## Départements communes traversées
- Haute-Garonne : Léguevin, Brax, Pibrac

## Principaux affluents
- Ruisseau de Saint-Blaise : 6,2 km
- La Moulinasse : 3 km
- Ruisseau du Rieu Tord (ou ruisseau du paradis) : 8,1 km
- Ruisseau de la Chauge : 3,3 km